# Giv'at Shmuel
Giv'at Shmuel (in ebraico גִּבְעַת שְׁמוּאֵל‎?, letteralmente "la collina di Samuel") è una città nel distretto Centrale di Israele. Si trova nella parte orientale dell'area metropolitana del Gush Dan e confina con Ramat Gan e Bnei Brak a ovest, Kiryat Ono a sud e Petah Tiqwa a est e a nord. Nel 2017 aveva una popolazione di 25.776 abitanti.

## Amministrazione

### Gemellaggi
- Gołdap;
- Stade;
- Dubna